# Отворена задна закръглена гласна
Отворената задна закръглена гласна е вид гласен звук, използван в някои говорими езици. В Международната фонетична азбука той се отбелязва със символа ɒ. В българския той е сходен с „о“ в ударена позиция, но с по-ниско разположение на езика.
Отворената задна закръглена гласна се използва в езици като английски (not, [nɒt]), персийски (ف‍‍ارسی, [fɒːɾˈsiː]), унгарски (magyar, [ˈmɒ̜̽ɟɒ̜̽r]).